# Омск-Центральный
Международный аэропорт Омск-Центральный имени Д. М. Карбышева, сокращённо также Омский аэропорт, (ИАТА: OMS, ИКАО: UNOO) — международный аэропорт федерального значения Омска с аэродромом класса «В», расположенный в 5 км к юго-западу от центра города. Является аэродромом совместного базирования.
В случае завершения строительства нового аэропорта «Омск-Фёдоровка» за пределами городской территории, «Омск-Центральный» будет закрыт. Военный аэродром совместного базирования «Омск-Северный» также находится в черте города, но в данное время не предназначен для гражданской авиации.

## История
- 14 июля 1925 года в протоколе заседания Омской губернской плановой комиссии говорится об отводе участка земли под аэродром: «Учитывая весьма важное значение для дела развития, как военной, так и гражданской авиации, наличие достаточных по размерам и удобных по местоположению аэродромов, отнести под аэродром в городе Омске площадь размером 146 кв. дес., расположенную в южной части земель г. Омска и захватившую часть земель г. Ленинска».[источник не указан 1287 дней]
- 15 июля 1926 года в Омске завершился беспосадочный перелёт французских военных лётчиков Жирье и Дордилье[фр.] по маршруту Париж — Берлин — Москва — Свердловск (ныне Екатеринбург) — Омск. Был установлен новый мировой рекорд: расстояние в 4800 км преодолено за 29 часов 40 минут без посадки[6].
- В 1927 году здесь произвёл посадку самолёт под управлением С. А. Шестакова с механиком Д. В. Фуфаевым, совершавший перелёт по маршруту Москва — Токио — Москва под девизом «Наш ответ» с целью демонстрации возможностей советской авиации[7].
- В мае 1928 года проведены работы по выравниванию аэродромной площадки[8].
- 24 июля 1928 года произвёл посадку самолёт, выполнивший первый почтовый рейс. Командование почтового отряда приняло решение, что Омск будет базовым аэродромом[8]. На протяжении двух с половиной месяцев продолжался опытный лётный сезон на аэролинии Москва — Омск — Новосибирск. На 1929 год стали планировать полёты до Иркутска.[источник не указан 1287 дней]
- В начале мая 1929 года для постоянного базирования в Омский аэропорт прибыли пять самолётов «Фоккер Ц-4»[8]. 17 мая из Москвы в Свердловск вылетел почтовый «Фоккер Ц-4», пилотируемый Ю. И. Рединым. От Свердловска до Омска и далее до Новосибирска рейс продолжил Л. В. Лункевич. В тот же день из Иркутска в Новосибирск вылетел «Фоккер», пилотируемый И. С. Лапоноговым, дальше самолетом управлял Ф. Н. Кононенко, взявший курс с эстафетной почтой на Омск.[источник не указан 1287 дней]
- 17 мая 1929 года — официальная дата рождения аэропорта. В первые сутки работы прибыло два самолёта. Первые пилоты Омского аэропорта — Ф. Н. Кононенко, Л. В. Лункевич, Ю. И. Редин, Яхонтов, П. Т. Полозенко[9].
- В 1931 году в аэропорту появились самолёты P-5, АНТ-9, год спустя — К-5, ПО-2[8][нет в источнике].
- С 15 мая 1931 года открылось воздушное пассажирское сообщение Москва — Омск — Новосибирск на трехмоторных самолётах типа АНТ-9, с многочисленными промежуточными посадками. Самолёты были оборудованы комфортабельной пассажирской кабиной на 11 мест. Продолжительность полёта от Омска до Москвы 14 часов, от Омска до Новосибирска — 3 часа. В этом году омская аэростанция становила узловой[10][неавторитетный источник].
- Зимой 1931—1932 годов впервые самолёты из Омска отправляются в Обдорск (ныне Салехард) через Тавду[8][нет в источнике]. В эти годы осваивал новые воздушные трассы молодой пилот В. С. Молоков, один из первых лётчиков-Героев Советского Союза.[источник не указан 1287 дней]
- В 1932 году, несмотря на отсутствие инфраструктуры аэропорта, были налажены регулярные рейсы Тара — Большеречье — Омск[8].

Первыми зданиями аэропорта становятся помещения бездействующей мельницы купца Емельянова. В этом же году в Омске было создано авиазвено спецприменения, находившееся в подчинении Новосибирского 210-го лётного отряда. Авиазвено в больших объёмах выполняло различные народнохозяйственные и авиахимические работы.
- С февраля 1933 года Омский аэропорт включен в обслуживание зимнего пассажирского и почтового грузового движения.
- В 1934 году Омский аэропорт становится узловым на участке Западно-Сибирской трассы. Численность сотрудников авиамастерских достигает уже более 200 человек. Формируется 7-й ночной транспортный отряд, ставший в период Великой Отечественной войны авиаотрядом спецприменения.[источник не указан 1287 дней]
- 8 августа 1936 года в Омске совершил посадку АНТ-25, выполнивший полёт по маршруту Москва — остров Удд (Дальний Восток). Омичи восторженно встречали участников перелёта В. П. Чкалова, Г. Ф. Байдукова и А. В. Белякова, преодолевших за 56 часов 20 минут 9374 километра без посадок[11].
- 12 февраля 1937 года самолет АНТ-4, Г-1 (ТБ-1), с бортовым номером Н-120, выполнявший перелёт по маршруту Москва — Уэлен — Москва, летчика-полярника Ф. Б. Фариха приземлился на Омском аэродроме. До сих пор зимой ещё никто не летал по этой трассе[10]. Лётчики побывали почти на всех полярных зимовках, расположенных по побережьям морей Чукотского, Лаптевых и Карского. Основной груз — письма и посылки.
- В полночь 12-13 июля 1938 года американский предприниматель и пионер авиации Говард Хьюз приземлился в Омске на 4,5 часа в процессе установления рекорда кругосветного перелёта. Его встречали в том числе представители дипломатической миссии США[12][13].
- В 1945—1946 годах летали только ПО-2, перевозившие одновременно не более двух пассажиров. Этот воздушный транспорт использовался только для северных районов в зимнее время, куда очень трудно попасть обычными видами транспорта. До Усть-Ишима, например, приходилось лететь более 5 часов. Послевоенное время отмечено освоением новой скоростной авиационной техники: на авиалиниях появляются Ил-12 (1947), Ан-2 (1950), Ил-14 (1954).[источник не указан 1287 дней]
- 15 сентября 1956 года в Омский аэропорт прибыл первым регулярным рейсом самолёт Ту-104 — первый советский и на тот период единственный в мире эксплуатируемый пассажирский реактивный самолёт. Эти самолёты производились в том числе на Омском авиазаводе.[источник не указан 1287 дней]
- Неиспользуемый терминал 1957 года. Вид с улицы (2023)8 октября 1958 года открылся новый аэровокзал (позднее это здание стало аэровокзалом местных авиалиний). В нём были расположены зал ожидания на 100 мест, ресторан, операционный зал со справочным бюро, кассами, камерой хранения и телеграфом. В это же время были построены здание гостиницы № 2, цех бортпитания и другие здания.[источник не указан 1287 дней]
- В 1970 году было введено в эксплуатацию современное здание аэровокзала Омского аэропорта, рассчитанное на обслуживание 700 пассажиров в час.[источник не указан 1287 дней]
- 11 октября 1984 года — самая трагичная дата в истории аэропорта, произошла крупнейшая по сей день на территории России авиакатастрофа. В аэропорту Омска самолёт Ту-154 при посадке столкнулся на взлётно-посадочной полосе со снегоуборочными машинами. Погибли 178 человек (в том числе 4 человека на земле), выжили 5 из 9 членов экипажа и 1 пассажир из 170.
- В 1991 году объёмы перевозок пассажиров, почты и грузов достигли пика. Отправки пассажиров без учёта транзитных достигали почти миллиона человек в год. В летний период принималось более 100 рейсов в сутки.[источник не указан 1287 дней]
- В конце 1980-х омский аэропорт стал одним из крупнейших на магистрали Москва — Дальний Восток. Города Крайнего Севера, Средней Азии через Омск соединены с главной магистралью. Город был связан более чем с 80 городами Советского Союза. Дальнейшее развитие получили и местные воздушные линии. 17 районных центров и населенных пунктов были связаны авиалиниями с Омском. Самолёт Ан-2 использовался не только на пассажирских авиаперевозках, но и при выполнении авиационных работ (задания по оказанию скорой медицинской помощи, по охране лесов от пожара и т. п.).[источник не указан 1287 дней]
- В 1994 году произошло разделение коллектива авиапредприятия на авиакомпанию «Омскавиа» и «Омский аэропорт». Позже из единой структуры авиапредприятия выделяются диспетчеры управления воздушным движением.
- В марте 1997 года Омский аэропорт стал международным.[источник не указан 1287 дней]
- В 2005 году для службы поискового и аварийно-спасательного обеспечения полётов Омского аэропорта была построена современная аварийно-спасательная станция.
- В 2008 году аэропорт получил допуск к обслуживанию воздушных судов типа ATR-72 и А-320-214
- В 2011 году проведена реконструкция международного терминала аэропорта[14] омским «НПО Мостовик».
- В 2011 году были запущены в эксплуатацию новые места стоянок воздушных судов. Теперь самолётам с низкорасположенными двигателями не приходится ожидать буксировки. Также, был выполнен капитальный ремонт международного терминала. Одновременно с этим в правом крыле аэровокзала внутренних воздушных линий организован международный пункт пропуска на вылет. В этом же году осуществлена реконструкция привокзальной площади.
- В 2013 году аэропорт получил допуск к обслуживанию воздушных судов типа A321. 23 апреля инженерно-авиационная служба «Омский аэропорт» получила европейский сертификат EASA Part-145, который позволяет самостоятельно осуществлять техническое обслуживание воздушных судов типа Boeing 737 в соответствии с правилами и требованиями европейских авиационных властей EASA.
- В 2014 году аэропорт получил допуск к обслуживанию воздушных судов типа Boeing 767.
- В декабре 2014 года аэропорт впервые с начала 1990-х годов обслужил миллионного пассажира.
- В феврале 2016 года «Омск-Центральный» получил награду за третье место в номинации «Лучший аэропорт 2015» в категории «Аэропорт регионального значения», до 2 млн пассажиров в год, на национальной выставки инфраструктуры гражданской авиации NAIS-2016[15][16].
- 31 мая 2019 года аэропорту присвоено имя Дмитрия Карбышева[17].
- 20 августа 2020 года, вылетая из аэропорта Алексей Навальный потерял сознание в самолете в связи с отравлением боевым нервно-паралитическим оружием из группы «Новичок».

## Технические данные
«Омск-Центральный» имеет одну взлётно-посадочные полосу 07/25, класса В, размерами 2501×45 м, максимальный взлетный вес воздушного судна 191 т, классификационное число ВПП (PCN) 50/F/C/X/T. Грунтовая ГВПП 2800×100 м в 2013 году была выведена из эксплуатации.
Также имеется 36 мест для стоянки воздушных судов, рулежные дорожки, технологические дороги, заправочную станцию, места для обработки воздушных судов противообледенительной жидкостью. Пассажиров обслуживают два терминала: терминал «B» — аэровокзал международных воздушных линий, терминал «A» — аэровокзал внутренних воздушных линий.
Аэропорт пригоден для приёма самолётов Ту-204, Ту-214, Ту-154, Ту-134, Airbus A319, Airbus A320, Airbus A321, Airbus A330, Boeing 737, Boeing 757, Boeing 767, Ан-148, Ан-74, Ан-26, Ан-24, Ан-12, Як-42, Як-40, ATR-42, ATR-72, Bombardier CRJ 100/200,Sukhoi Superjet 100, Airbus A310 (не более одного самолёто-вылета в сутки), Ил-62 (в исключительных случаях)[уточнить], Ил-76 (не более десяти самолёто-вылетов в сутки) и всех более лёгких, а также вертолётов всех типов.
В 2010 году во время визита президента России Дмитрия Медведева в Омск аэропорт принимал президентский самолёт Ил-96, хотя технически не приспособлен для принятия воздушных судов такого типа. 5 августа 2012 года Медведев снова посетил Омск, уже в качестве премьер-министра, и аэропорт вновь принимал Ил-96.

## Показатели
Во время пандемии коронавируса аэропорт Омска снизил выручку за 2020 год на 33% до 805,4 млн руб. по сравнению с 2019 годом (1,2 млрд руб.). Однако 2021 год стал рекордным по количеству пассажиров с 1991 года, и в 2022 ожидается дальнейший рост в связи с базированием двух новых авиакомпаний в городе.

## Обслуживание пассажиров
Данные из запроса в Викиданные.
| год                        | 2008 | 2009  | 2010  | 2011  | 2012  | 2013  | 2014   | 2015    | 2016    | 2017 | 2018 | 2019 |
| Пассажирооборот тыс. пасс. | ↘538 | ↘ 493 | ↗ 609 | ↗ 733 | ↗ 872 | ↗ 975 | ↗ 1044 | ↘ 887,6 | ↘ 830,5 | 948  | 1089 | 1348 |

## Авиакомпании и направления
Пункты назначения и перевозчики:
Поскольку аэропорт расположен на территории города (в Кировском административном округе города Омска), до него можно добраться  маршрутным такси 305 и автобусами 17-го маршрута (связывает с железнодорожным вокзалом) и 79-го маршрута.

## Проблемы аэропорта

### Конфликт аэропорта с областной властью
Постановления областного правительства по обустройству природного парка «Птичья гавань», расположенного в непосредственной близости от аэропорта, создают опасные условия для садящихся самолётов. «Птичья гавань» расположена в районе ближнего привода прямо под глиссадой аэропорта «Омск-Центральный». Увеличение числа птиц на этой территории противоречит действиям по усилению безопасности людей на воздушном транспорте. Службы обеспечения полётов ужесточают мероприятия по орнитологическому обеспечению полётов, закупается импортная техника, однако число столкновений с птицами только растёт.
Статья 8.10.3 «Федеральных авиационных правил» гласит: «В полосах воздушных подходов на удалении менее 30 км, а вне полос воздушных подходов — менее 15 км от контрольной точки аэродрома (КТА) не допускается размещать объекты, способствующие привлечению и массовому скоплению птиц» (в то время как «Птичья гавань» находится через дорогу от ограды аэропорта). Бывший генеральный директор ОАО «Омский аэропорт» (подавший в отставку сразу после подписания президентского указа о передаче госпакета акций в собственность региона) Сергей Круглов обращает внимание областного правительства также на статьи Уголовного кодекса Российской Федерации за невыполнение федеральных законов, приведшее или могущее привести к угрозе на транспорте и гибели людей. По его мнению, все проблемы аэропорта на совести областного правительства.
В марте 2006 года при поддержке губернатора Омской области Леонида Полежаева градостроительным советом было принято решение о строительстве 100-метрового небоскрёба в Омске в районе улицы 70 лет Октября, где по нормам высота зданий не должна превышать 22,6 метра. Позже началось возведение неподалёку здания высотой 63 метра. Авиадиспетчеры перестали видеть самолёты на экранах, что является прямой угрозой безопасности полётов. Прокуратура в 2008 году запретила строительство и подала в Первомайский и Центральный районные суды иски о сносе незаконно построенных зданий. Однако стройки продолжались, торгово-офисное здание на улице 70 лет Октября сдано в эксплуатацию. По мнению независимых юристов, до сноса новостроек дело не дойдёт. ООО «Управление капитального строительства „АСК“», возводящее одно из зданий, заявило о том, что на собственные средства поднимет радарные установки аэропорта на безопасную высоту, чтобы восстановить радиолокационный контроль за полётами воздушных судов.
В 2008 году областным градостроительным советом под предводительством губернатора был одобрен проект строительства многофункционального общественно-делового комплекса Хилтон (высота здания отеля — 80 метров). Однако по нормам высота самолёта, заходящего на посадку, ниже планируемой высоты гостиницы.
Комплекс «Птичья гавань» по нормам не может превышать 15 метров в высоту, однако здесь планируется построить 7-этажное здание отеля и два 14-этажных бизнес-центра. Сергей Круглов также отмечает много других несостоявшихся проектов, на которые были потрачены впустую деньги бизнесменов, доверившихся обещанию губернатора «7 ноября 2008 года мы полетим с Фёдоровки». Сергей Круглов считает, что причины такого отношения к аэропорту «Омск-Центральный» лежат в отложенных обязательствах перед бизнесом и в стоимости земли под аэропортом. Площадь земли под аэропортом вместе с полосой шириной в 400—500 м вокруг ограждения аэропорта (где нельзя строить высотные здания) и санитарно-защитной зоной — это примерно 1,5 тысячи га кадастровой стоимостью около 90 млрд рублей. Рыночная стоимость, как правило, в 1,5-2 раза выше.
По словам Сергея Круглова, областная власть оказывала психологическое давление на весь коллектив аэропорта и его самого в частности: листовками, тотальными выемками документов как на самом предприятии, так и у партнёров, допросами, в том числе на рабочих местах. На допросы вызывались также дети, родственники и друзья Круглова.
30 января 2009 года была запланирована забастовка сотрудников аэропорта, связанная с заявлением губернатора Леонида Полежаева в СМИ о передаче акций ОАО «Омский аэропорт» в собственность области в течение двух недель в обмен на обязательство построить новый аэропорт за счёт средств областного бюджета.

### Передача аэропорта в региональную собственность
В июне 2009 года Дмитрий Медведев подписал указ о передаче в региональную собственность принадлежащих государству 85,265 % акций ОАО «Омский аэропорт». Акции переданы для привлечения правительством Омской области инвестиций в размере не менее 7,476 млрд руб. для завершения к 2012 году строительства аэропорта «Омск-Фёдоровка» в расчете на увеличение пассажиропотока до 700 тыс. пассажиров. В августе 2009 года имущественный комплекс недостроенного аэропорта «Омск-Фёдоровка» перешёл в собственность Омской области.

### Голосование для выбора имени аэропорта
Изначально местные жители составили список из десяти прославивших город людей. Ими стали: актер актер Михаил Ульянов, ученый и авиаконструктор Андрей Туполев, герой Советского Союза Дмитрий Карбышев, музыкант Егор Летов, художник Михаил Врубель, хоккеист Виктор Блинов, поэт Роберт Рождественский, маршал Советского Союза Дмитрий Язов, первый секретарь омского обкома КПСС Сергей Манякин и епископ Сильвестр. Большинство голосующий выбрали Егора Летова, но в финальный этап вышли первые три претендента.
После недовольства голосующих секретарь общественной палаты Валерий Фадеев пояснил, что несмотря на активную PR-кампанию, за него проголосовали лишь 6% опрошенных. Ведь свое мнение по поводу наименования аэропорта выражали и люди старшего возраста, не являющиеся, по его словам, фанатами рок-музыки.

По словам руководителя ВЦИОМ Валерия Федорова, список был составлен на основании пожеланий россиян. Для этого социологи обзвонили около 38 тысяч граждан:
«В каждом регионе проекта было опрошено 800 респондентов в возрасте от 18 до 70 лет, мужчин и женщин, представителей различных социальных групп, жителей городов и сельской местности. Респондентам было предложено выбрать три имени из списков, ранее сформированным общественными палатами субъектов РФ и пользователями интернета», — пояснили организаторы конкурса.»